# 카네기 국제평화재단
카네기 국제평화재단( 카네기國際平和財團, 영어: Carnegie Endowment for International Peace, CEIP)은 미국의 싱크탱크다.

## 역사
재단의 이름에서 나타나듯, 철강왕 앤드루 카네기가 설립한 재단이다. 당초 35세에 은퇴하려 하였으나, 30년이 지난 66세(1901년)에 은퇴한 앤드루 카네기는, 자신의 75세 생일인 1910년 11월 25일, 1000만 달러를 기부해 카네기 국제평화재단을 설립했다. 1902년에 카네기 협회, 1905년에 카네기 교육진흥재단, 1911년에 카네기 재단도 설립했다. 참고로 카네기는 사회적 공헌을 여러 방면에 한 으로 잘 알려져있다.
격월간 포린 폴리시를 1970년부터 출판하고 있다. 포린 폴리시는 포린 어페어스와 함께 국제 문제 전문지의 양대 산맥으로 불리고 있다. 포린 어페어스가 미국의 기득권층을 대변하는 반면, 포린 폴리시는 상대적으로 진보적이라는 평가를 받고 있다.
2008년 12월 26일, 카네기 국제평화재단이 출판하는 포린 폴리시는 전 세계 최고의 싱크탱크 순위를 발표했다. 1위 브루킹스 연구소, 2위 미국외교협회(CFR), 3위 카네기 국제평화재단, 4위 랜드연구소, 5위 헤리티지재단을 선정했고, 미국 이외의 싱크탱크로는, 영국의 채텀 하우스, 국제전략문제연구소(IISS), 스웨덴의 스톡홀름국제평화연구소(SIPRI), 중국의 중국사회과학원이 최고로 선정되었다.

## 같이 보기
- 포린 폴리시
- 일본재단(사사카와 평화재단)
  - 데니스 블레어(영어판) - 사사카와 재단 미국지부 이사장